# Возраст несогласия
«Возраст несогласия» — документальный мини-сериал Андрея Лошака о молодых активистах президентской кампании Алексея Навального, вышедший в марте 2018 года на телеканале «Дождь».

## Описание
Лошак захотел снять фильм о протестной молодёжи после начала акций 2017 года. Он взял у Навального контакты региональных активистов, связался с ними и несколько месяцев снимал их деятельность в предвыборной кампании. Во время митинга в Краснодаре Лошак был на короткое время задержан полицией. «Возраст несогласия» снят с явной симпатией к главным героям, в то время как появляющиеся пропутинские персонажи предстают отвратительными или жалкими. По словам Лошака, найти готовых общаться на камеру умеренных сторонников Путина было практически невозможно.
Сериал был показан на начинавшейся 12 марта 2018 года неделе, одновременно он стал доступен для просмотра на сайте «Дождя» и его YouTube-канале.

## Реакция
Рецензенты отмечали, что сериал вызвал у зрителей среднего возраста надежду на будущее, которое может обеспечить подобная героям сериала молодёжь.
На фестивале «Артдокфест» сериал получил гран-при конкурса «Артдоксеть».

## Эпизоды
| № | Название                                           | Дата премьеры |
| --- | -------------------------------------------------- | ------------- |
| 1 | «Как юные сторонники Навального выживают в России» | 12 марта 2018 |
| После фильма «Он вам не Димон» в Москве прошли протесты молодёжи. Активисты начинают агитировать за Навального в своих регионах.                                                                         |                                                    |               |
| 2 | «Разгромы штабов Навального и травля активистов»   | 13 марта 2018 |
| Силовики и провластные активисты начинают борьбу со штабами Навального: портят имущество, изымают агитматериалы. Учебные заведения оказывают давление на занимающихся оппозиционным активизмом учащихся. |                                                    |               |
| 3 | «Казаки и бывшие скинхеды переходят к Навальному»  | 14 марта 2018 |
| Прошлое активистов: участие в националистической организации Тесака, движении «Наши», вторжении в Крым.                                                                                                  |                                                    |               |
| 4 | «Как воюют с теми, кто помогает Навальному»        | 15 марта 2018 |
| Навальный отправляется в предвыборный тур. Власти пытаются предотвратить митинги и лишить активистов помещений.                                                                                          |                                                    |               |
| 5 | «Как власть предотвращает забастовку избирателей»  | 16 марта 2018 |
| Навальный не допущен до выборов. Протесты против недопуска, аресты и будущее активистов. |                                                    |               |